# Gerhard Deutschmann
Gerhard Deutschmann (* 4. Mai 1933 in Königsberg) ist ein deutscher Komponist.

## Leben
Nach dem Abitur an der Oberrealschule Ansbach studierte Deutschmann von 1951 bis 1955 an der Hochschule für Musik in München. Nach zwei Seminarjahren arbeitete er ab 1958 als Musiklehrer an verschiedenen Gymnasien in Coburg und wechselte 1966 an das Musische Gymnasium Albertinum, wo er bis zu seinem Ruhestand 1996 als Musikerzieher tätig war. Von 1969 bis 1983 leitete er den Konzertchor "Sängerkranz Coburg".
Neben seiner Lehrtätigkeit widmete sich Gerhard Deutschmann intensiv dem Komponieren. Sein Werkverzeichnis enthält bis zum Jahr 2017 227 Werke vom Chorsatz bis zur Sinfonie. Ein Schwerpunkt seines Schaffens bildet die Chormusik mit Chorsätzen und Originalkompositionen für Frauen-, Männer- und gemischten Chor. Unter seinen Chorwerken befinden sich Kantaten, Madrigale und Zyklen sowie mehrchörige Werke mit Orchester.
Für seine kompositorischen Leistungen wurde er mehrfach ausgezeichnet. So war er beim Valentin-Eduard-Becker-Komponisten-Wettbewerb Bad Brückenau in den Jahren 1973 bis 2012 neunmal unter den Preisträgern. 1975 erhielt er bei einem internationalen Wettbewerb in Barcelona den 1. Preis für seine dreisätzige Kantate 'La musica', ein Werk für Doppelchor und Orchester. Diese Kantate wurde auch auf der 125-Jahr-Feier des Deutschen Sängerbunds in Coburg aufgeführt. 2013 wurde Deutschmann für sein Schaffen mit dem Johann-Wenzel-Stamnitz-Preis der Künstlergilde Esslingen ausgezeichnet. Das Gesamtwerk des Komponisten betreut der Wolfgang G. Haas-Musikverlag Köln.

## Werke (Auswahl)
- La musica. Kantate für zwei gemischte Chöre (oder Chor und Soloquartett), Zuhörer ad lib., Orchester und Orgel auf lateinische Dichtungen von Hrabanus Maurus, Isidor de Sevilla und Anonymus. Verlag P.J. Tonger, Köln.
- Das naschhafte Kätzchen. Für vierstimmigen gemischten Chor. Verlag Merseburger, Kassel.
- Vergängliches Glück. Für vierstimmigen gemischten Chor. Verlag Merseburger, Kassel.
- Reizende Drohung. Für vierstimmigen gemischten Chor. Verlag Merseburger, Kassel.
- Toccata für Orgel. Wolfgang G. Haas-Musikverlag Köln.
- Suite sud-américaine für Orgel. Wolfgang G. Haas-Musikverlag Köln.
- Bachinerie für 2 Trompeten u. Orgel. Wolfgang G. Haas-Musikverlag Köln.
- Festmusik für großes Blasorchester. Wolfgang G. Haas-Musikverlag Köln.
- Pater noster für gem. Chor. Wolfgang G. Haas-Musikverlag Köln.
- Missa Veni Creator Spiritus für Tenor-Solo, gem. Chor u. Orgel. Wolfgang G. Haas-Musikverlag Köln.
- Die Weihnachtsgeschichte für Sprecher, Sopran-Solo, gem. Chor und Instrumente. Wolfgang G. Haas-Musikverlag Köln.
- Coburger Te Deum für 2 Chöre, Orchester, Orgel u. Publikum. Verlag P.J. Tonger, Köln